# Cosmovisão

A chakana é um símbolo que representa a visão de mundo incaica

Cosmovisão, visão de mundo, mundividência ou, na forma original em alemão, Weltanschauung (plural: Weltanschauungen), é um conjunto ordenado de valores, crenças, impressões, sentimentos e concepções de natureza intuitiva, anteriores à reflexão, a respeito da época ou do mundo em que se vive. Em outros termos, é a orientação cognitiva fundamental de um indivíduo, de uma coletividade ou de toda uma sociedade, num dado espaço-tempo e cultura, a respeito de tudo o que existe — sua gênese, sua natureza, suas propriedades. Uma visão de mundo pode incluir a filosofia natural, postulados fundamentais, existenciais e normativos, ou temas, valores, emoções e ética.
O termo é um calque do alemão Weltanschauung ['vɛltanʃɑwuŋ], composto de Welt ('mundo') e Anschauung ('visão, contemplação; concepção; ponto de vista; intuição; convicção'). O termo alemão é também usado na literatura especializada, em português. Trata-se de um conceito fundamental da filosofia e da epistemologia alemãs e refere-se a uma percepção geral do mundo. Além disso, o termo também designa o referencial de ideias e crenças que formam uma descrição global através da qual um indivíduo, grupo ou cultura percebe e interpreta o mundo e interage com ele..
A cosmovisão ou visão do mundo continua a ser um conceito complexo e confuso em qualquer cultura, sendo usado de forma muito diferente por cientistas vários. Afinal, trata da "reflexão mais abrangente que se pode fazer". Underhill, por essa precisa razão, sugere cinco subcategorias: percepção do mundo, concepção mundial, mentalidade cultural, mundo pessoal e perspectiva . Outras classificações são sempre possíveis, dada a abrangência do tema.
As visões do mundo são muitas vezes concebidas num nível consciente, diretamente acessíveis à articulação e à discussão, como contraposição a um nível mais profundo e pré-consciente, como a ideia "base" na psicologia da Gestalt e na análise das mídias. No entanto, as crenças centrais da visão mundial são muitas vezes profundamente enraizadas e, portanto, raramente são refletidas pelos indivíduos e são trazidas à superfície apenas em momentos de crise de fé, de algum modo ocorrentes.

## Construção de visões de mundo
A construção de visões de mundo integrativas começa de fragmentos de visões de mundo oferecidas a cada indivíduo por diferentes disciplinas científicas e os vários sistemas de conhecimento. Ela sofre contribuições de diferentes perspectivas que existem nas diferentes culturas mundiais. Esse é o principal tópico de pesquisa do Center Leo Apostel for Interdisciplinary Studies.
Deveria ser observado que, enquanto que Apostel e seus seguidores claramente sustentam que "indivíduos" podem "construir" visões de mundo, outros autores consideram que visões de mundo operam em um nível e/ou de uma maneira inconsciente. Por exemplo: se a visão de mundo de alguém é fixada pela linguagem de alguém, de acordo com a hipótese de Sapir-Whorf, alguém teria de aprender ou inventar uma nova linguagem para construir uma nova visão de mundo.
Conforme Apostel, uma visão de mundo é necessariamente uma ontologia, ou um modelo descritivo do mundo. Ela deve compreender esses seis elementos:
1. Uma explicação do mundo;
2. Uma futurologia como tentativa de responder a questão "para onde estamos indo?";
3. Princípios, valores e intenções de respostas para questões éticas do tipo: "O que devemos fazer?";
4. Uma praxeologia, metodologia, ou teoria da ação, que reflita conscientemente: "Como devemos atingir os nossos objetivos?";
5. Uma epistemologia, ou teoria do conhecimento, que considere com seriedade questões como "O que é verdadeiro e falso?";
6. Uma Etiologia, pois uma visão de mundo construída deve conter uma concepção de seus próprios blocos de construção (building blocks), suas origens e construção.

## Impacto das visões de mundo

### Aspectos estruturais
O termo denota um conjunto abrangente de opiniões, vistas como uma unidade orgânica, sobre o mundo como o meio e exercício da existência humana. No contexto conceitual amplo, weltanschauung serve como um quadro para gerar várias dimensões da percepção e experiência humana como conhecimento, política, economia, religião, cultura, ciência e ética. Por exemplo, visão de mundo da causalidade como "unidirecional", "cíclica" ou "espiral" gera um quadro do mundo que reflete esses sistemas de causalidade.
Uma visão unilateral da causalidade está presente em algumas visões de mundo monoteísticas com um começo e um fim e uma única grande força com um único fim (por exemplo, cristianismo e islamismo), enquanto que uma visão de mundo cíclica da causalidade está presente na tradição religiosa que é cíclica e sazonal e na qual os eventos e experiências repetem-se em padrões sistemáticos (por exemplo, zoroastrismo, mitraísmo e hinduísmo).
Essas visões de mundo não apenas subjazem as tradições religiosas mas também outros aspectos da pensamento como a história, teorias políticas e econômicas, e sistemas como a democracia, autoritarismo, anarquismo, capitalismo, socialismo e comunismo.
A visão de mundo de uma causalidade linear e não linear gera várias disciplinas e abordagens relacionadas/conflitantes no pensamento científico. A Weltanschauung de uma contiguidade temporal de ato e evento leva a diversificações divergentes como determinismo versus livre-arbítrio.
Algumas formas de naturalismo filosófico e de materialismo rejeitam a validade de entidades inacessíveis à ciência natural. Elas veem o método científico como o modelo mais confiável para construção e compreensão do mundo.

## Variadas visões do mundo

### Folclore e visões de mundo
Assim como a linguagem natural torna-se uma manifestação da percepção de mundo, as literaturas de um povo, com Weltanschauungen comuns, surgem como representações holísticas da percepção de mundo geral de um povo. Portanto, a extensão e a comunidade entre os épicos folclóricos mundiais torna-se uma manifestação da comunidade e extensão de sua específica e própria visão de mundo.
Poemas épicos são compartilhados frequentemente por pessoas além de fronteiras políticas e através de gerações. Exemplos de tais épicos incluem a Canção dos Nibelungos dos povos germânicos-escandinavos, a Ilíada dos antigos gregos e povos helenizados, o Cilappatikaram (ou Silappadhikaram) dos povos sul indianos, a Epopeia de Gilgamesh da civilização mesopotâmica-suméria e da maioria da população do Crescente Fértil, o livro As Mil e uma Noites do Mundo árabe e o épico de Sundiata dos povos mandê.

### Filosofia e visões de mundo
Um bom exemplo do uso da expressão é encontrado no artigo Questão do Método do filósofo francês Jean-Paul Sartre, que serve de introdução a seu livro Crítica da Razão dialética:
(…) reduzido à sua mais simples expressão, o objeto filosófico permanecerá no 'espírito objetivo' sob forma de Ideia reguladora indicando uma tarefa infinita; assim, fala-se hoje, entre nós, da 'Ideia kantiana' ou, entre os alemães, da weltanschauung de Fichte.

#### Weltanschauunge filosofia cognitiva
Weltanschauung (termo alemão que se pronuncia "vèltanxauung"), cosmovisão ou mundividência é a orientação cognitiva fundamental de um indivíduo ou de toda uma sociedade. Essa orientação abrange sua filosofia natural, seus valores fundamentais, existenciais, normativos, seus postulados ou temas, suas emoções e sua ética. Outro sentido do termo é o de uma imagem do mundo imposta ao povo de uma nação ou comunidade, isto é, uma ideologia. O termo é um calco linguístico da palavra de origem alemã que significa literalmente "visão de mundo" ou "cosmovisão". Essa palavra alemã é adotada regularmente em diversas línguas para expressar esses significados. Suas origens etimológicas remetem ao século XVIII. Ela é um conceito fundamental na filosofia e epistemologia alemã e se refere à uma "percepção de mundo ampla". Adicionalmente, ela se refere ao quadro de ideias e crenças pelas quais um indivíduo interpreta o mundo e com ele interage.
Um dos mais importantes conceitos em filosofia cognitiva e nas ciências cognitivas é o conceito alemão de weltanschauung. Essa expressão se refere à "visão de mundo geral" ou "percepção de mundo geral" de um povo, família ou pessoa. A Weltanschauung de um povo se origina de uma experiência de mundo única, que ele  vem experimentando por vários séculos ou milênios. A linguagem de um povo reflete a Weltanschauung daquele povo na forma de suas estruturas sintáticas e suas conotações e denotações intraduzíveis.
Paul G. Hiebert sugere que visão de mundo são as pressuposições cognitivas, afetivas e valorativas fundamentais que um grupo de pessoas faz sobre as coisas da natureza, e que elas usam para organizar as suas vidas.
Se fosse possível desenhar um mapa-múndi com base na Weltanschauung, ele provavelmente ultrapassaria as fronteiras políticas — a Weltanschauung é o produto dos fronteiras políticas e das experiências comuns de um povo de uma região geográfica, condições ambientais-climáticas, recursos econômicos disponíveis, sistemas sócio-culturais, e da família linguística. (O trabalho de um geneticista populacional Luigi Luca Cavalli-Sforza tem, por objetivo, demonstrar a coevolução genelinguística do povo).
Se a hipótese de Sapir-Whorf for correta, o mapa da visão de mundo do mundo seria similar ao mapa linguístico do mundo. Entretanto, ele também iria quase coincidir com o mapa do mundo desenhado com base na música existente entre os povos.

### Linguística e visões de mundo
Quem concebeu a ideia de que linguagem e visão de mundo (cosmovisão) são inextrincáveis foi o filologista Wilhelm von Humboldt (1767–1835). Argumentou ele que a linguagem é parte da grande aventura criativa da humanidade. Os aspectos culturais, idiomáticos e linguísticos comunitários devem ter ocorrido quase simultaneamente, segundo ele, e não se concebem independentemente. Em contraste nítido com o determinismo apenas linguístico, que considera a língua como uma restrição ou aprisionamento cultural, Humboldt sustentou que o discurso é inerente e implicitamente criativo. Os seres humanos modificam sua língua e sua linguagem, na medida das demandas sociais.
Edward Sapir também considera essencialmente muito complexa e delicada a relação entre o pensar e o falar em qualquer idioma.
A hipótese da relatividade linguística de Benjamin Lee Whorf descreve como a estrutura semântica-sintática de uma linguagem torna-se uma estrutura subjacente para a Weltanschauung  de um povo através da organização da percepção causal do mundo e da categorização linguística das entidades. Como uma categorização linguística emerge de uma representação da visão de mundo e da causalidade, ela também modifica a percepção social e portanto conduz a uma contínua interação entre linguagem e percepção.
Essa hipótese foi bem recebida no final da década de 1940, mas diminuiu em proeminência após uma década. Na década de 1990, novas pesquisas dão mais apoio à teoria da relatividade linguística, nas obras de Stephen Levinson e sua equipe no Instituto Max Planck para psicolinguística em Nijmegen, Países Baixos.[6] A teoria também ganhou atenção através do trabalho de Lera Boroditsky na Universidade de Stanford.
Uma visão de mundo descreve um consistente (em um grau variável) e integral sentido de existência e fornece um quadro para gerar, sustentar e aplicar conhecimento.
A teoria, ou pelo menos hipótese, foi bem recebida no final dos anos 1940, mas diminuiu de importância após uma década. Nos anos 1990, novas pesquisas deram maior suporte para a teoria da relatividade linguística, nos trabalhos de Stephen Levinson e sua equipe do Instituto Max Planck de psicolinguística em Nijmegen, Países Baixos. A teoria também recebeu atenção pelo trabalho de Lera Boroditsky na Universidade de Stanford.

### Religião e visões de mundo
As perspectivas sobre fenômenos religiosos bem como a percepção religiosa do mundo são componentes das cosmovisões. Surgiu, porém, entre alguns círculos evangélicos uma acepção divergente do sentido filosófico e antropológico de visão de mundo. Esse tratamento de religião como coincidente com visão de mundo aparece em autores como, por exemplo, no livro do neo-calvinista David Naugle concebe as religiões, notavelmente o cristianismo como uma visão de mundo.
Similarmente, o pensador evangelicalista James W. Sire define visão de mundo como "um compromisso, uma orientação fundamental do coração, que pode ser expressa como uma história ou um conjunto de pressupostos (suposições que podem ser verdadeiras, parcialmente verdadeiras, ou falsas) que nós sustentamos (consciente ou subconscientemente, consistente ou inconsistentemente) sobre a construção básica da realidade, e que providencia a fundação na qual nós vivemos e movemos e tem a nossa existência". Ele sugere que "nós todos devemos pensar em termos de visões de mundo, isto é, com uma consciência que não apenas da nossa própria maneira de pensar mas também das outras pessoas, de maneira que nós possamos primeiramente compreender e então genuinamente nos comunicar com os outros em nossa sociedade pluralista. Nishida Kitaro, que escreveu extensivamente sobre "a visão de mundo religiosa" ao explorar a significância filosófica das religiões orientais. No entanto, cientistas da religião mantém a distinção entre religião e visão de mundo, Igualmente, antropólogos empregam o termo visão de mundo em sentido cognitivo, sem delimitar uma visão de mundo a um conjunto fixo de conteúdos religiosos.
O caso da Igreja Católica Romana e suas doutrinas sobre criação do universo e da vida, que concilia dados científicos com interpretações religiosas, é um exemplo prático de como a visão de mundo combina diversas fontes, quer religiosas, quer científicas. Nesse caso, a Igreja Católica Romana atualmente aceita a teoria científica da "Grande Explosão Original" (Big Bang), e a Teologia liberal, indo muito mais além, considera essa narrativa como apenas alegórica, abandonando, pois, seu sentido literal.
O Papa Francisco afirmou, em 27 de outubro de 2014, durante discurso na Pontifícia Academia de Ciências, que a Teoria da Evolução e o Big Bang são reais e criticou a interpretação das pessoas que leem o Gênesis, livro da Bíblia, achando que Deus "tenha agido como um mago, com uma varinha mágica capaz de criar todas as coisas". Segundo ele, a criação do mundo "não é obra do caos, mas deriva de um princípio supremo que cria por amor". "O Big Bang não contradiz a intervenção criadora, mas a exige", disse o pontífice na inauguração de um busto de bronze, homenagem ao Papa Emérito Bento XVI:
(…) Quando lemos a história da criação em Gênesis, corremos o risco de imaginar que Deus era um mago, com uma varinha mágica que é capaz de fazer tudo, disse o Papa Francisco. Mas não é assim. Ele criou os seres e os deixou se desenvolver de acordo com as leis internas que Ele deu a cada um, para que pudessem se desenvolver, para que eles atinjam a maturidade. Já sobre a teoria da evolução, o Papa Francisco disse: A evolução da natureza não é incompatível com a noção de criação porque a evolução pressupõe a criação de seres que evoluem.

## Outros aspectos
Na linguagem do Terceiro Reich, o termo Weltanschauung passou a designar a compreensão intuitiva de complexos problemas geopolíticos pelos nazistas, o que lhes permitia agir em nome de um ideal maior, permitindo-lhes inclusive realizar atos de agressão a outros países, distorcer fatos e violar direitos humanos.